# Kemisamische Sprache
Die kemisamische Sprache ist eine ausgestorbene Sprache der östlichen Gruppe der samischen Sprachen und gehört damit zur finno-ugrischen Hauptgruppe innerhalb der uralischen Sprachfamilie.

## Sprache
Kemisamisch wurde bis etwa 1850 im südlichsten Siedlungsgebiet der Samen im finnischen Teil Lapplands sowie im angrenzenden Russland gesprochen. Südliche Grenze war die Gegend um Kuusamo. Kemisamisch ist eng mit der inarisamischen und der skoltsamischen Sprache verwandt. Es wurde mit lateinischem Alphabet geschrieben.

## Sprachdenkmäler
Die Sprache ist um 1900 ausgestorben. Es existieren einige wenige schriftliche Überlieferungen. Johannes Scheffer zitiert 1673 in seinem Buch über Lappland zwei Joiken in kemisamischer Sprache. Daneben haben sich ein kurzes Wortverzeichnis von Jacob Fellmann aus dem Jahr 1829 überliefert sowie das Vaterunser (aufgezeichnet im Dorf Sompio bei Sodankylä):

“Äätj miin, ki lak täivest. Paisse läos tu nammat. Alda pootos tu väldegodde. Läos tu taattot nou täivest, ku ädnamest. Adde miji täb päiv miin juokpäiv laip. Ja adde miji miin suddoit addagas, nou ku miieg addep miin velvolidäme. Ja ale sääte miin kjäusaussi. Mutto tjouta miin pahast. Tälle tu li väldegodde, vuöjme ja kudne ijankaikisest. Amen.”